# Hommes de sel
 (décembre 2023).
Si vous disposez d'ouvrages ou d'articles de référence ou si vous connaissez des sites web de qualité traitant du thème abordé ici, merci de compléter l'article en donnant les références utiles à sa vérifiabilité et en les liant à la section « Notes et références ».
On connaît sous le nom d'hommes de sel un ensemble de six corps humains datant de l'Antiquité tardive et préservés par momification naturelle dans la mine de sel de Chehrâbâd, située à 1 km au sud du village de Hamzehlu, à l'ouest de la ville de Zandjan, dans la Province de Zandjan (Iran). Il s'agit de quatre hommes adultes, un adolescent et une femme. Le premier de ses hommes de sel a été découvert en 1993. Sa tête et son pied gauche sont exposés sous verre au Musée national d'Iran, à Téhéran.

## Découverte
Au cours de l'hiver 1993, des mineurs ont découvert une tête barbue aux cheveux longs, un pied gauche dans une botte de cuir et quelques objets, dont notamment trois couteaux de fer, une pierre à affûter, un pantalon court en laine, une fronde, une aiguille d'argent, des morceaux de corde en cuir, des fragments d'étoffe et des débris de poterie, ainsi qu'une noix. L'homme se trouvait au milieu d'un tunnel, à une profondeur de 45 mètres. 
Trois autres corps, dont celui d'une femme, ont également été découverts ultérieurement dans la même mine.

## Recherches
Les études archéologiques incluant une datation au carbone 14 de différents échantillons d'ossements et de textiles ont permis d'évaluer l'âge de l'homme de sel à 1700 ans. L'examen de l'ADN d'un échantillon de cheveu a révélé qu'il appartenait au groupe sanguin B+. L'homme âgé d'environ 37 ans mesurait 175 cm.
Le scanner fait état de fractures sur le côté droit du visage qui sont probablement à l'origine du décès.
Ses cheveux long, sa barbe, la qualité de ses vêtements et sa boucle d'oreille en or indiquent qu'il ne s'agissait pas d'un mineur, mais plutôt d'une personne de haut rang. Le mystère de sa présence à cet endroit et de sa mort demeure entier.

## Photos

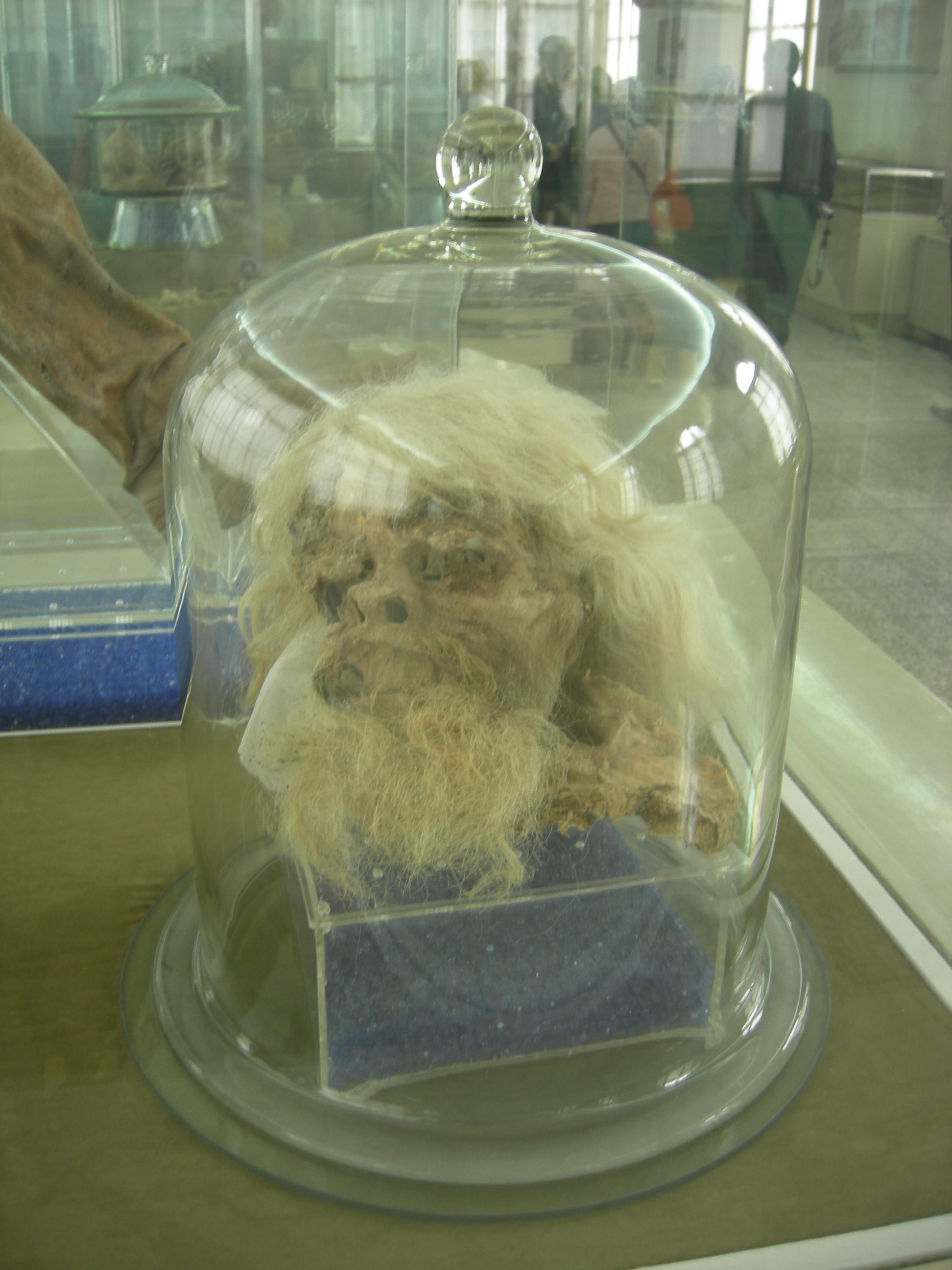
Tête
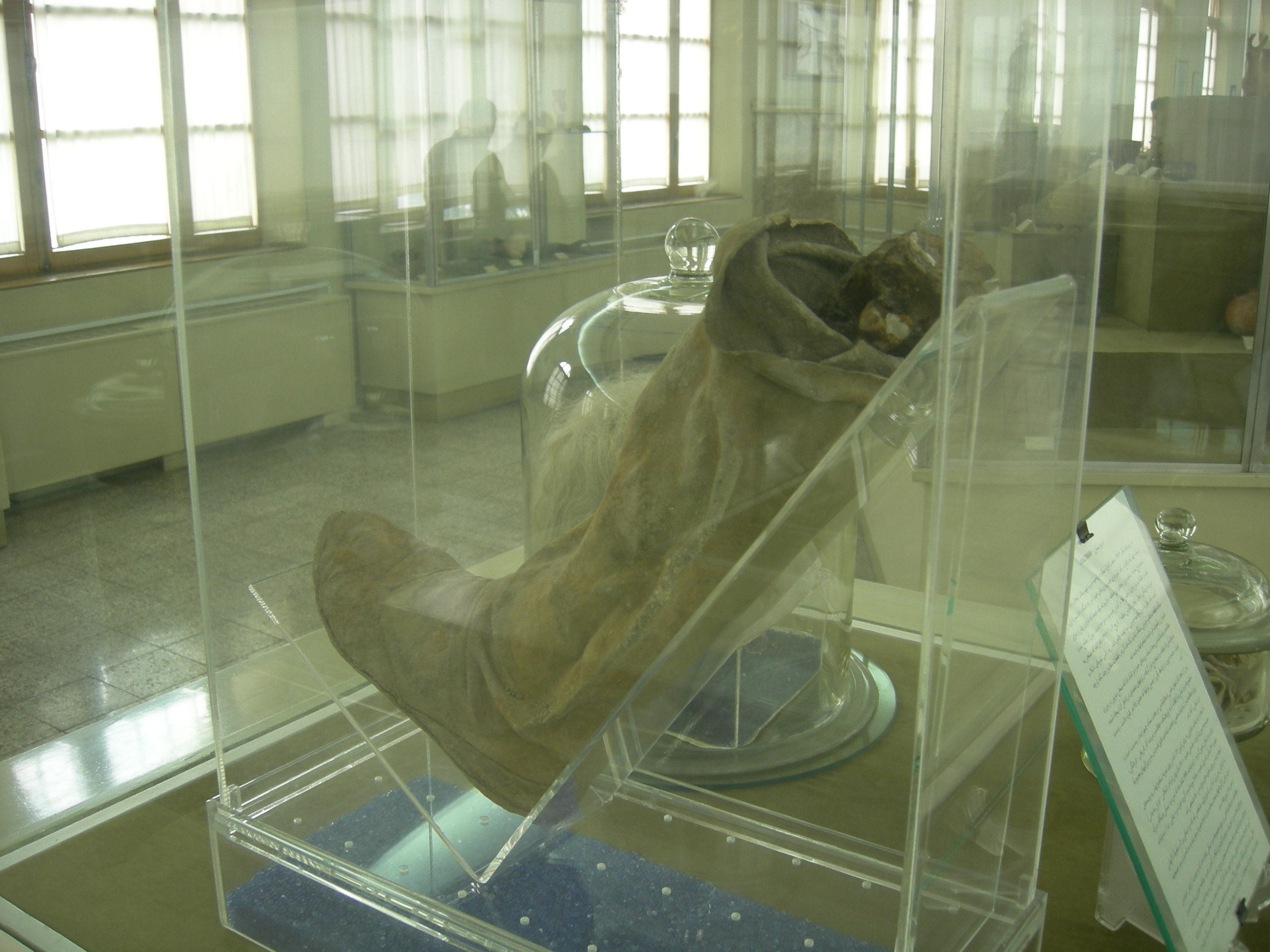
Pied gauche
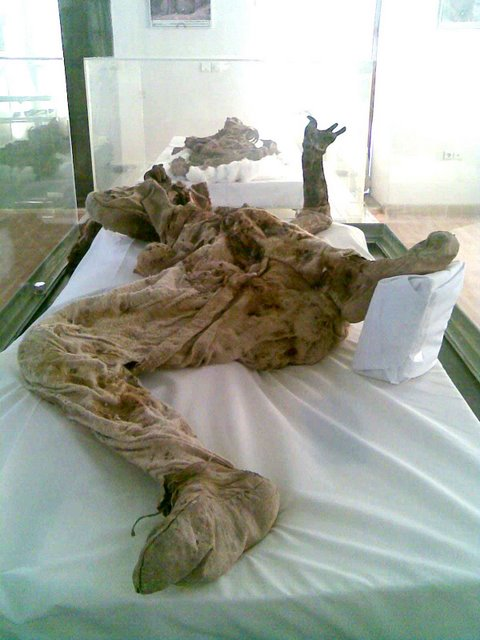
Homme de sel No. 4, corps d'un jeune homme de 16 ans datant de 2350 ans (époque achéménide).
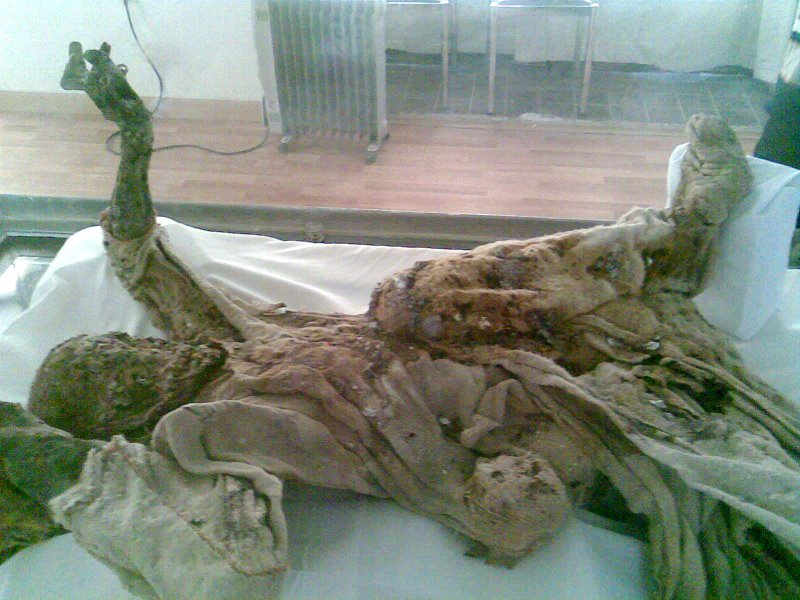
Homme de sel No. 4.
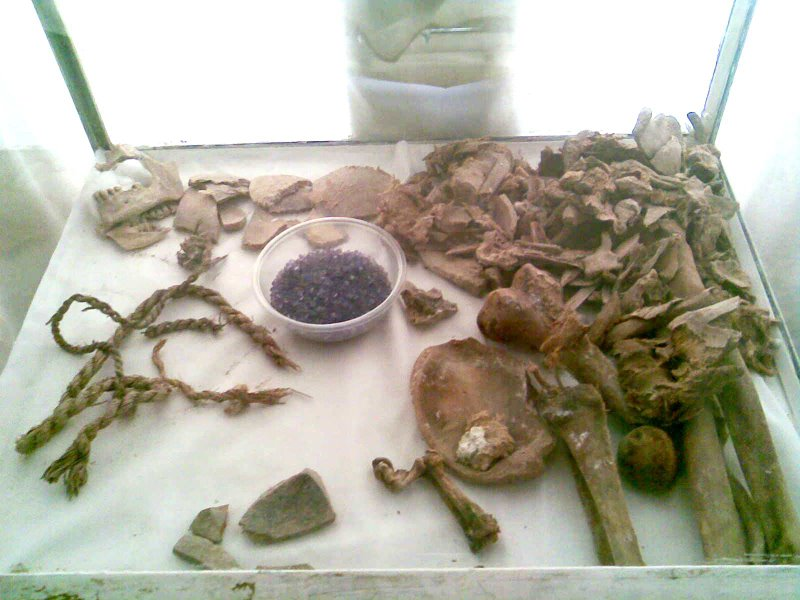
Ossements de l'homme de sel No. 3, datant de 2300 ans.
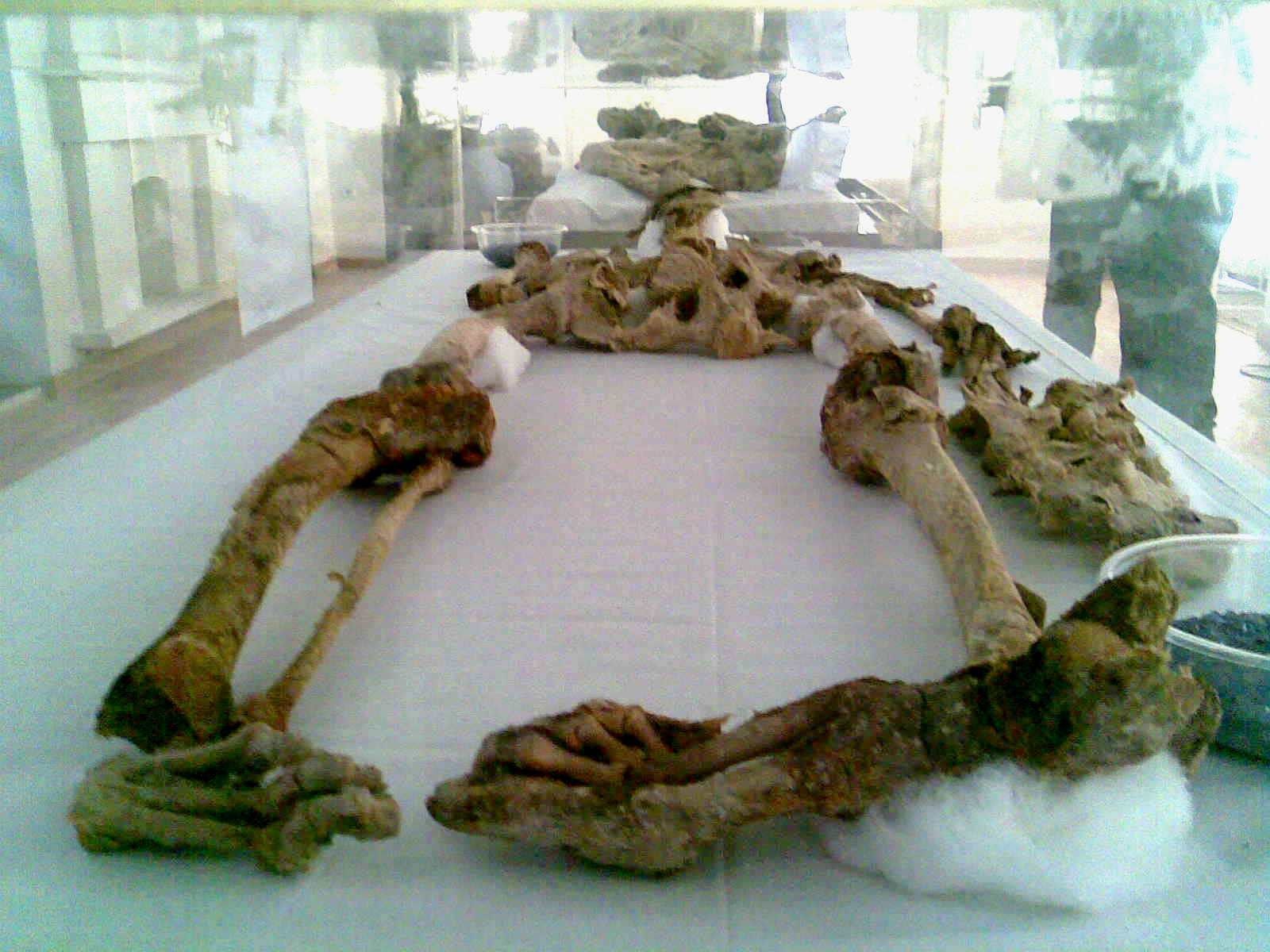
Homme de sel No. 2.
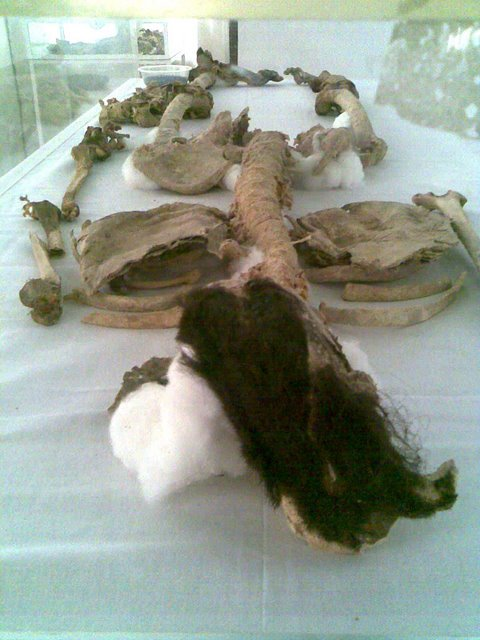
Homme de sel No. 2 avec le reste de ses cheveux, datant de 1800 ans.

## Sources
- Description des objets exposés, Musée national d'Iran, Téhéran.